# Walter Muth
Walter Muth (* 12. Juni 1900 in Coburg; † 31. Januar 1973 ebenda) war ein deutscher Politiker der FDP.

## Leben
Nach dem Besuch der Oberrealschule in Coburg machte Muth seine Lehre bei einer Bank und war Soldat im Ersten Weltkrieg. Danach verließ er seine Heimatstadt, um für einige Jahre in der Großindustrie im Ruhrgebiet zu arbeiten. Später studierte er Wirtschaftspolitik und Auslandswissenschaften an der Hochschule für Politik in Berlin. Nach dem Abschluss mit dem Diplomexamen arbeitete er die nächsten zehn Jahre als Referent bei der Industrie- und Handelskammer zu Berlin und der Außenstelle in Berlin. Später leitete er beim Landwirtschaftsamt Berlin die Hauptabteilungen für Handel und Handwerk sowie für Industrie. Schließlich war er bis Juni 1945 Geschäftsführer der Wirtschaftsgruppe Bekleidungsindustrie Berlin, ehe er nach Coburg zurückkehrte. Dort war er ebenfalls als Geschäftsführer tätig, unter anderem bei der Bezirksgruppe Coburg der Vereinigung der Arbeitgeberverbände in Bayern.
Muth gehörte dem Bayerischen Landtag von 1954 bis 1966 an. In diesen wurde er stets im Wahlkreis Oberfranken gewählt. In seiner gesamten Zeit als Abgeordneter war er dort Mitglied des Ausschusses für Wirtschaft und Verkehr. Ferner war er von 1955 bis 1958 Mitglied des Unterausschusses des Ausschusses für Wirtschaft und Grenzland. 1958 war er zudem für wenige Monate stellvertretender Vorsitzender der FDP-Landtagsfraktion.

## Auszeichnungen
- 1964: Bayerischer Verdienstorden